# Nefzée
Nefzée est un hameau de la commune belge de Mettet située en Région wallonne dans la province de Namur.
Avant la fusion des communes de 1977, Nefzée faisait partie de la commune de Biesme.

## Situation
Le hameau est traversé d'est en ouest par le ruisseau de Nefzée, un affluent de la Biesme. Un petit pont du XIXe siècle en pierre calcaire franchit le ruisseau. Nefzée se prolonge à l'est par le hameau du Fayat. 
La route nationale 573 Châtelet-Mettet borde la partie sud du hameau. Le village de Biesme se trouve à 1 km à l'ouest et celui de Mettet se situe à environ 4 km au sud-est.

## Patrimoine
Le hameau possède trois potales dont deux sont dédiées à Sainte Adèle (1894) et à Saint Hilaire.